# Milenko Milošević
Milenko Milošević (Zvornik, 13 novembre 1976) è un ex calciatore bosniaco, di ruolo centrocampista.

## Carriera

### Nazionale
Esordisce il 31 marzo 2004 nella vittoria per 1-2 sul Lussemburgo.